# Campeonato Europeo de Escalada de 2000
El IV Campeonato Europeo de Escalada se celebró en Múnich (Alemania) el 7 de octubre de 2000 bajo la organización de la Federación Internacional de Escalada Deportiva (IFSC) y la Federación Alemana de Deportes de Escalada.

## Medallistas

### Masculino
| Evento     | Oro                       | Plata                    | Bronce                       |
| ---------- | ------------------------- | ------------------------ | ---------------------------- |
| Dificultad | Alexandre Chabot Francia  | Cristian Brenna · Italia | Yevgueni Ovchinnikov · Rusia |
| Velocidad  | Maxym Stienkovy · Ucrania | Iakov Subbotin · Rusia   | Alexandr Chaulsky · Rusia    |

### Femenino
| Evento     | Oro                         | Plata                   | Bronce                      |
| ---------- | --------------------------- | ----------------------- | --------------------------- |
| Dificultad | Katrin Sedlmayer · Alemania | Stéphanie Bodet Francia | Marietta Uhden · Alemania   |
| Velocidad  | Olena Riepko · Ucrania      | Tatiana Ruiga · Rusia   | Zosia Podgorbunskij · Rusia |

## Medallero
| Núm. | País     | Oro | Plata | Bronce | Total |
| ---- | -------- | --- | ----- | ------ | ----- |
| 1    | Ucrania  | 2   | 0     | 0      | 2     |
| 2    | Francia  | 1   | 1     | 0      | 2     |
| 3    | Alemania | 1   | 0     | 1      | 2     |
| 4    | Rusia    | 0   | 2     | 3      | 5     |
| 5    | Italia   | 0   | 1     | 0      | 1     |
|      | TOTAL    | 4   | 4     | 4      | 12    |